# Mohelno
Mohelno (in tedesco Mohleno) è un comune mercato della Repubblica Ceca facente parte del distretto di Třebíč, nella regione di Vysočina.